# Rahman Karimi

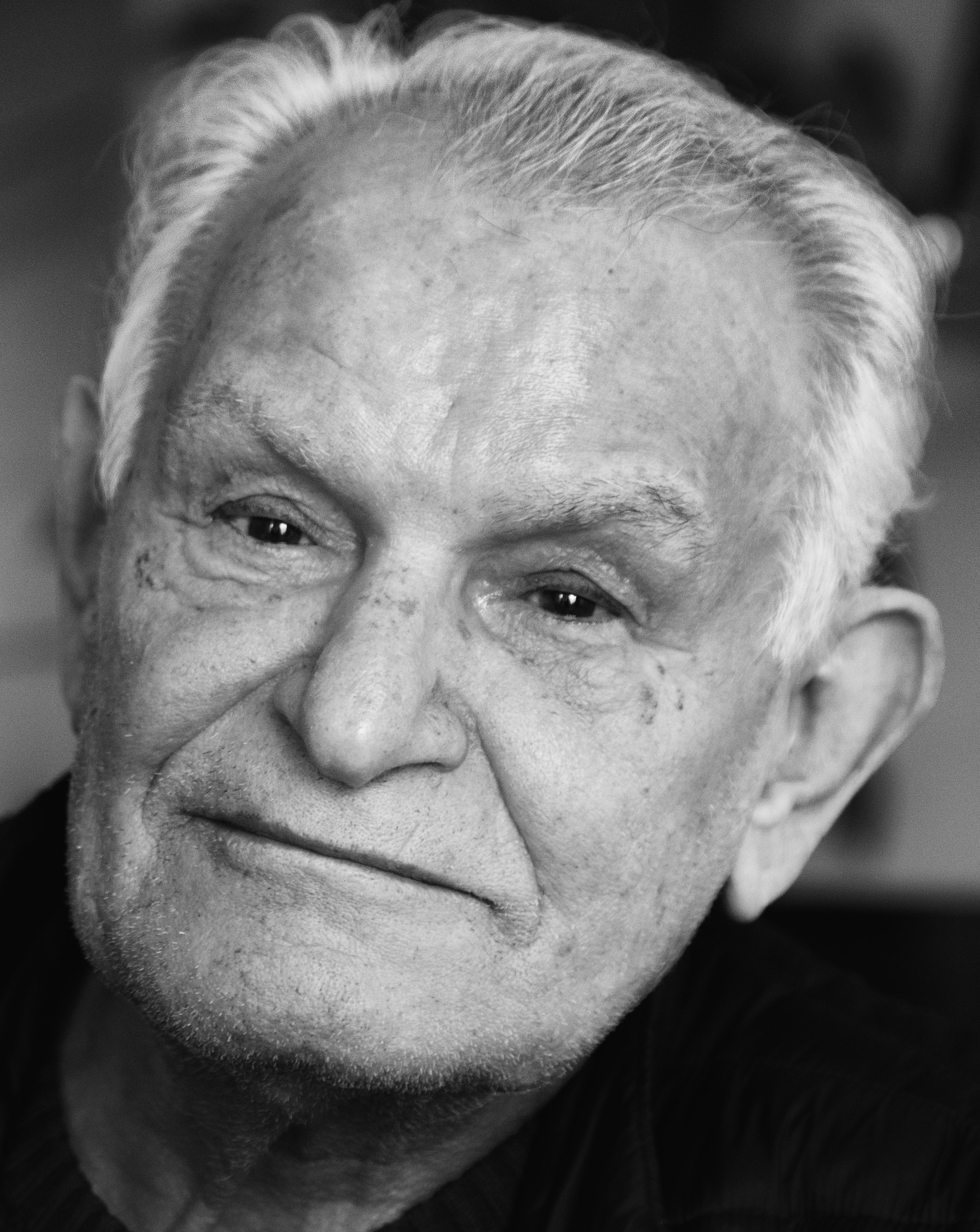
Rahman Karimi, 2019

Rahman Karimi (persisch رحمان کریمی; geboren am 30. Mai 1937 in Schiras als Abdolrahman Karimi, persisch عبدالرحمن کریمی; gestorben am 8. März 2022 in Köln) war ein iranischer Dichter, Essayist und Herausgeber. Zusätzlich schrieb er Kurzgeschichten, Kunstkritiken und politische Texte.

## Leben
Am 30. Mai 1937 wurde er als der älteste Sohn von Jalil Karimi und Maryam-Jan Karimi-Nezhadeh Shanbedi in Schiras geboren. Seine Eltern stammten aus Buschehr. Er verbrachte seine Kindheit in Buschehr und seine Jugend in Schiras. Zu seinen übrigen sechs Geschwistern gehören auch die beiden Künstler Jamshid Karimi und Shahram Karimi, die beide in Deutschland leben.
Seit früher Jugend und insbesondere später während des Studiums war er politisch aktiv und setzte sich für die Menschenrechte sowie Freiheit und Unabhängigkeit des Iran ein. Er war ein Anhänger von Mossadegh, der immer die Konstante seiner politischen Einstellung bleiben sollte.
1964 heiratete er. Aus der Ehe entstammen drei Kinder.
Aufgrund seiner politischen Dichtung und Arbeit flüchtete er mit seiner Familie im Herbst 1984 über die Türkei nach Deutschland, wo ihm der Status eines politischen Flüchtlings zuerkannt wurde und er bis zu seinem Tod im Jahr 2022 lebte. Seine Grabstätte befindet sich auf dem Kölner Südfriedhof.

## Beruflicher und literarischer Werdegang
Nach seiner Schulzeit begann er eine Offizierslaufbahn, die er aufgrund seiner politischen Überzeugungen abbrach. Stattdessen studierte er Persische Literatur und wurde Oberstufenlehrer für die Fächer Persische Literatur und Farsi. Bereits seit der Grundschulzeit schrieb er Gedichte und Kurzgeschichten. Seinen ersten eigenen Gedichtband Be Mowazate Tawaghof veröffentlichte er 1969 in Schiras. Er betätigte sich ebenfalls als Herausgeber des Literaturbulletins Seda, von dem mehrere Ausgaben erschienen. In Seda veröffentlichte er literarische Schriften zeitgenössischer Schriftsteller und Dichter. Da viele der Texte kritisch zum damaligen Pahlavi Regime waren, wurden sie meist kurz nach Erscheinung von der Zensur verboten.
Nach seiner Flucht nach Deutschland hat er dutzende Gedichte und Texte in den Exil-Zeitungen und -Zeitschriften veröffentlicht. Obwohl er stets politisch aktiv war und mit verschiedenen linken und liberalen Gruppierungen zusammengearbeitet hat, blieb er stets politisch unabhängig. Er selbst sah sich stets als Anhänger von Mossadegh, dem er auch ein Gedicht widmete. Diese literarische Unabhängigkeit führte dazu, dass aufgrund fehlender Unterstützung und finanzieller Mittel durch Parteien und Organisationen er nur einen einzigen weiteren Gedichtband (Barshawosh) im Jahre 1992 veröffentlichen konnte. Die Sammlung erschien als Privatdruck und wurde unter Freunden und Weggefährten verteilt. Es kam zu keinem Verkauf.
Eine Krebsdiagnose Anfang 2020 war der Auslöser, um die Veröffentlichungsrechte seines literarischen Gesamtwerkes an seinen Sohn zu übertragen. Dieser veröffentlichte 2021 den ersten Gedichtband Be Mowazate Tawaghof beim Dürener Verlag Shaker Media. Der zweite Gedichtband Barshawosh wurde 2022 kurz nach Karimis Tod veröffentlicht. Im Jahr 2023 erschien der dritte Band seiner Gedichte unter dem Titel Dar Jostejooye Ghalbe Jahan, der ebenfalls von seinem Sohn in derselben Reihe veröffentlicht wurde.
Seit 2020 werden seine Gedichte ebenfalls auf YouTube von seinem Sohn veröffentlicht. Die Tonaufnahmen wurden durch Karimis Enkelsohn zwischen 2020 und 2022 aufgezeichnet. Seine Werke stehen außerhalb von Iran weltweit in mehreren öffentlichen und Universitäts-Bibliotheken.

## Weitere externe Quellen
- 22. Ausgabe des Literaturmagazins Chameh (Persisch: چامه), 3. März 2022[17]
- Buch: 110 Jahre (Persian: صد و ده سال شعاعیه تا شاهپور و ابوذر), Auflistung aller Schriftsteller, Dichter, Künstler und Wissenschaftler in der Zeitperiode 1908 bis 2018. Das Buch widmet jeder Persönlichkeit jeweils einer Seite mit Angaben zur Person, des Lebenslaufs und des Lebenswerks. Rahman Karimi wird auf Seite 244 behandelt.[18]
- Buch: Über die Literatur des Südens (von Iran): Forschungen zur zeitgenössischen Poesie des Südens  (Persisch: از کتیبۀ جنوب: پژوهشی در شعر معاصر خوزستان) Rahman Karimi wird in der Zusammenfassung des Online-Artikels erwähnt, Abadan, Iran, 2013[19]
- Radio Ir Ava: Interview mit Rahman Karimi über Mossadegh, 17. März 2013[20]
- Offener Brief von iranischen Künstlern (Persische und Englische Fassung): an nicht-iranische Dichter zum „International Fajr Poetry Festival“ in Teheran, auch von Rahman Karimi unterschrieben, 13. April 2013[21]
- Offener Brief von iranischen Künstlern: an dem Generalsekretär der Vereinten Nationen Herr Ban Ki-moon, auch von Rahman Karimi unterschrieben (Persian: نامه شماری از روشنفکران و هنرمندان ایرانی خطاب به آقای بانکی مون), 16. Februar 2012[22]
- 2. und 3. Ausgabe des Literaturmagazins Grüne Jahreszeiten (Persisch: فصل‌های سبز), herausgegeben in drei Ausgaben, Rahman Karimis Gedichte erschienen 1969 in der 2. Ausgabe auf Seite 108 und 1971 in der 3. Ausgabe auf Seite 66, Iran, 1969 and 1971[23]